# Puente 7
El Puente 7 (28 km de Concepción) es un sector rural ubicado en el límite intercomunal de Concepción y Florida, Región del Bio Bio, Chile. Está en medio de la ruta que conecta ambos lugares, y forma parte del sector rural penquista. 
Se le denomina así porque la carretera cuenta con muchos puentes, y éste es el séptimo de éstos, los cuales cruzan el Río Andalién y otros esteros.
Es uno de los lugares más visitados en el sector ya que es un balneario de río rodeado de bosques forestales y aldeas rurales, además de colinas, zarzamoras y varios arbustos. Se asemeja mucho con el Cajón del Maipo en la Región Metropolitana.
Es una playa pequeña pero ancha, con forma de medialuna y estrecha, apta para la instalación de camping, pícnic y quitasoles. El río es apto para el baño, con baja y alta profundidad a la vez. Agua tibia. Lugar público, se accede por una bajada desde la misma carretera.
Cerca están otros complejos turísticos privados, ya sea por piscinas o por algún otro estero. Para acceder a estos últimos se cancela la entrada y el tiempo de permanencia (dependiendo del día o de las semanas por quedar). Es uno de los puntos formales para el camping y el veraneo en la comuna de Concepción.
Son muchas las alternativas en el sector de "los puentes", pues los piscinas y los esteros son otras de las alternativas en el verano después de las playas de mar.
- Datos: Q6091064